# 53-я улица (линия Четвёртой авеню, Би-эм-ти)
|   |     |     |     |     |   |
| · | · л | · э | · э | · л | · |

|   |     |     |     |     |   |
| · | · л | · э | · э | · л | · |

«53-я улица» (англ. 53rd Street) — станция Нью-Йоркского метрополитена, расположенная на линии Четвёртой авеню, Би-эм-ти. Станция находится в Бруклине, в округе Сансет-Парк, на пересечении 53-й улицы с 4-й авеню. На станции останавливаются маршруты: N (ночью), R (круглосуточно) и W (часть рейсов в часы пик в пиковом направлении). Станцию проходит без остановки маршрут N (круглосуточно, кроме ночи).
Станция представлена двумя боковыми платформами, расположенными на четырёхпутном участке линии. Колонны на платформах имеют круглую форму: стандартные квадратные колонны можно наблюдать только в местах удлинения платформ. Станция была реконструирована в конце 1970-х годов. В ходе этой реконструкции платформы были удлинены. В ходе той же реконструкции были проведены косметические работы. Станция отделана мозаикой.
Станция имеет два входа. Турникетный павильон расположен в мезонине над платформами, куда с последних ведёт по одной лестнице. Расположение турникетов позволяет бесплатно перейти между платформами. Лестница приводит к перекрёстку 53-й улицы с 4-й авеню. Западная платформа имеет ещё один вход — северный. Турникетный ряд расположен на уровне платформ, лестница приводит к 52-й улице.
В сентябре 2017 года на станции был завершён шестимесячный ремонт, в ходе которого были установлены стойки для зарядки телефонов, дигитальные дисплеи с информацией о поездах и автобусах и камеры наблюдения у турникетов.